# Puppets (film, 1926)

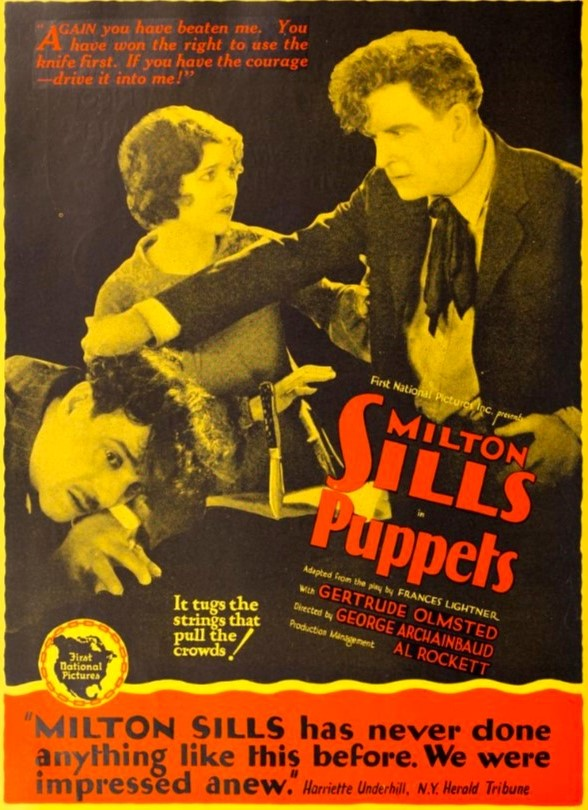
Annonce pour le film dans le magazine Motion Picture News.

Pour les articles homonymes, voir Puppets (homonymie).
Puppets est un film américain réalisé par George Archainbaud et sorti en 1926.

## Fiche technique
- Réalisation : George Archainbaud
- Scénario : John F. Goodrich d'après Puppets de Frances Lightner
- Producteur : Al Rockett
- Photographie : Charles Van Enger
- Montage : Arthur Tavares
- Production : Al Rockett Productions
- Distributeur : First National Pictures
- Durée : 80 minutes
- Date de sortie : 20 juin 1926

## Distribution
- Milton Sills : Nicki
- Gertrude Olmstead : Angela
- Francis McDonald : Bruno
- Mathilde Comont : Rosa
- Lucien Prival : Frank
- William Ricciardi : Sandro
- Nick Thompson : Joe